# Sites de notícias falsas nos Estados Unidos
Os sites de notícias falsas direcionam-se ao público dos Estados Unidos utilizando desinformação para criar ou intensificar tópicos controversos, como a eleição de 2016. A maioria desses sites visa leitores ao se passar por ou fingir ser organizações jornalísticas legítimas, o que pode levar organizações de notícias confiáveis a disseminar ainda mais suas mensagens. Destacam-se na mídia diversos sites que publicaram alegações completamente falsas sobre candidatos políticos, como Hillary Clinton e Donald Trump, como parte de uma campanha mais ampla para atrair visualizações e receita publicitária ou espalhar desinformação. Além disso, sites de sátira receberam críticas por não informarem adequadamente os leitores de que publicam conteúdo falso ou satírico, já que muitos foram enganados por artigos aparentemente legítimos.

## Definição
Os sites de notícias falsas publicam intencionalmente boatos, propaganda e desinformação para aumentar o tráfego de internet impulsionado pelas mídias sociais. Esses sites diferem da sátira jornalística, pois os artigos de notícias falsas são fabricados para enganar deliberadamente os leitores, seja por lucro ou por motivos mais ambíguos, como campanhas de desinformação. Muitos desses sites têm origem em países como Rússia, Macedônia do Norte, Romênia e os próprios Estados Unidos. Muitos sites visaram diretamente os Estados Unidos, tanto por ser um mercado publicitário de alto valor quanto porque alegações extraordinárias têm maior probabilidade de serem acreditadas durante uma crise política.
The New York Times observou em um artigo de dezembro de 2016 que as notícias falsas já tinham presença na internet e no jornalismo sensacionalista antes da eleição de 2016. No entanto, antes da eleição entre Hillary Clinton e Donald Trump, as notícias falsas não haviam impactado o processo eleitoral em um grau tão elevado. Após essa eleição, o tema das notícias falsas tornou-se uma arma política entre apoiadores de Clinton e Trump; devido a essas disputas, a definição de notícias falsas usada nesses debates tornou-se mais vaga.

## Métodos
Os sites de notícias falsas utilizam diversos métodos para enganar seus leitores, fazendo-os acreditar em seu conteúdo, seja tentando persuadi-los de que são legítimos, seja distraindo-os com notícias sensacionalistas.

### Clickbait

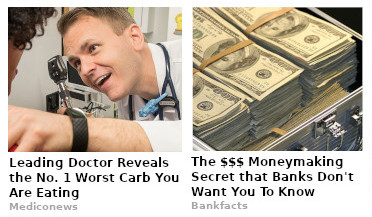
Exemplos fictícios de anúncios de clickbait

Sites de notícias falsas frequentemente utilizam títulos de artigos sensacionalistas, incentivando o usuário a clicar e ler mais. Esse método de atrair leitores para visualizar conteúdo em seus sites frequentemente resulta em títulos exagerados ou até falsos. Quando compartilhados em outras plataformas, geralmente redes sociais, títulos extraordinários desempenham um papel significativo em enganar usuários que não conseguem distinguir se o artigo é verdadeiro ou não. Isso foi especialmente relevante na eleição de 2016. Além disso, imagens fora de contexto ou imagens manipuladas podem levar os leitores a assumir incorretamente a legitimidade de um artigo, muitas vezes devido à escolha de imagens inflamatórias.
O vice-presidente de Feed de Notícias do Facebook afirma que a gigante das redes sociais define clickbait como "manchetes que omitem quantidades significativas de informação e enganam o usuário". Como é difícil determinar exatamente qual conteúdo é notícia falsa, o site utiliza um conjunto de dados para calcular a probabilidade de uma manchete ser clickbait.

### Imitação
Outro método para atrair leitores é imitar uma organização jornalística legítima. Isso pode ocorrer de duas formas: copiando a formatação de um site de uma organização de notícias conhecida e fingindo ser uma publicação menos conhecida, ou copiando completamente um site existente, incluindo seu nome e autores. Cópias exatas podem enganar os leitores, fazendo-os acreditar que o site é uma organização oficial, como o Bloomberg.ma ou cnn-trending.com.
O ABCnews.com.co foi um site de notícias falsas que imitava grosseiramente a organização jornalística legítima ABC News, mas, na realidade, não tinha nenhuma relação com ela. O site publicava apenas histórias falsas, geralmente com manchetes clickbait realistas, embora os detalhes das histórias contivessem falhas suficientes para que o "leitor atento provavelmente percebesse" que eram falsas.
O Denver Guardian era um blog registrado em 2016 que se apresentava como um jornal legítimo de Denver, mas publicou apenas uma única história fabricada que se tornou viral.

### Typosquatting
O typosquatting, uma forma de cybersquatting [en], baseia-se em usuários da internet que digitam incorretamente o nome de um site popular. Um typosquatter monitora quantos cliques um nome de domínio com erro de digitação recebe e usa essas informações para vender anúncios em sites que recebem um alto volume de tráfego "acidental". Muitos sites de notícias falsas populares, como o ABCnews.com.co, tentaram imitar uma publicação de notícias legítima dos EUA, contando com o fato de que os leitores não verificariam o endereço digitado ou clicado. Eles exploravam erros comuns de digitação, pequenas reformulações e abuso de domínios de topo, como .com.co em vez de .com. Muitos usuários de redes sociais foram enganados, acreditando que estavam acessando o site de uma publicação de notícias real.

### Obscuridade
Como os autores desses sites não são jornalistas reais, muitos sites de notícias falsas fingem ter a identidade de um repórter ou simplesmente não incluem uma página "Sobre Nós". Quando esses sites são divulgados por organizações reais, ganham um pouco de legitimidade, além de mais visualizações.

## Campanhas de notícias falsas
O ciclo eleitoral da presidência dos EUA tornou-se um ponto central em torno do qual muitas campanhas de notícias falsas são organizadas.

### Ciclo eleitoral de 2020
Um editorial de novembro de 2019 no San Diego Union-Tribune [en] sugeriu que o Facebook e o Google "façam o que as redes de TV aberta e a cabo fazem há décadas: ter verificadores de fatos politicamente neutros para avaliar cada anúncio político. Essa abordagem não impediu campanhas anteriores de veicularem anúncios poderosos e impactantes. O que ela previne, ou pelo menos limita, é a rápida disseminação de desinformação."
De acordo com Will Robinson, consultor democrata e sócio-fundador da New Media Firm, "Esta é a primeira eleição pós-mídia de massa na qual, pela primeira vez na história dos EUA, quantias mais significativas de dinheiro serão gastas em mídias sociais e digitais do que em transmissões." Glen Bolger, sócio da Public Opinion Strategies, uma importante empresa de pesquisas republicana, previu que "Se você gosta de campanhas limpas, positivas e focadas em questões, vai se decepcionar. Será uma campanha dura e tumultuada."
Em dezembro, o Facebook e o Twitter desativaram uma rede global de 900 páginas, grupos e contas que enviavam mensagens pró-Trump. As contas de notícias falsas conseguiram evitar a detecção como inautênticas, utilizando fotos geradas com o auxílio de inteligência artificial. A campanha tinha base nos EUA e no Vietnã. "Não há dúvida de que as mídias sociais realmente mudaram a forma como falamos sobre política", disse Deen Freelon, professor de mídia na Universidade da Carolina do Norte em Chapel Hill. "O exemplo número 1 é nosso presidente que, goste você dele ou não, usa as mídias sociais de maneiras sem precedentes para um presidente e, eu diria, para qualquer político."
Um artigo de 2019 no USA Today afirmou que "[Na eleição de 2020,] com tantas pessoas concorrendo à presidência e tantos agentes mal-intencionados tentando espalhar desinformação sobre eles, será difícil determinar o que é 'notícia falsa' e quem a criou. A questão não é se ou quando haverá campanhas de desinformação, porque elas já começaram."

### Ciclo eleitoral de 2016
Sites de notícias falsas desempenharam um papel significativo na comunidade de notícias online durante a eleição, reforçados por uma exposição extrema no Facebook e no Google. Aproximadamente 115 histórias falsas pró-Trump foram compartilhadas no Facebook um total de 30 milhões de vezes, e 41 histórias falsas pró-Clinton foram compartilhadas um total de 7,6 milhões de vezes. Havia dois motivos principais para a criação de notícias falsas: econômicos e ideológicos. Adolescentes em Veles, por exemplo, produziram histórias favorecendo tanto Trump quanto Clinton, que lhes renderam dezenas de milhares de dólares. Alguns provedores de notícias falsas buscavam promover candidatos de sua preferência. O romeno que gerenciava o endingthefed.com, por exemplo, afirma que criou o site principalmente para ajudar a campanha de Donald Trump.

#### Principais sites de notícias falsas envolvidos
- ABCnews.com.co – pró-direita[40]
- Conservative Daily Post – anti-esquerda e anti-direita[41][42]
- Denver Guardian – conhecido por artigos anti-Hillary Clinton[43]
- Disinfomedia – artigos anti-direita que visavam enganar direitistas alternativos[44]
- News Examiner – artigos anti-esquerda[45]
- NewsPunch – inflamatório para ambos os lados e conspiratório[46]
- SubjectPolitics.com – conhecido por artigos anti-Hillary Clinton[47]

#### Mídias sociais
O professor Philip N. Howard da Universidade de Oxford descobriu que cerca de metade das notícias no Twitter direcionadas a Michigan antes da eleição eram lixo ou falsas. A outra metade vinha de fontes de notícias reais. Criticado por não impedir a disseminação de notícias falsas em sua plataforma durante a eleição de 2016, o Facebook acreditava que o problema poderia ser resolvido por engenharia, até maio de 2017, quando anunciou planos para contratar 3.000 revisores de conteúdo. Histórias fraudulentas durante a eleição presidencial dos EUA de 2016 popularizadas no Facebook incluíam um post viral afirmando que o Papa Francisco e o ator Denzel Washington haviam endossado Donald Trump.
O BuzzFeed News descobriu que, no Facebook, durante os últimos três meses da eleição, histórias de notícias falsas receberam mais atenção do que histórias de notícias reais. Foi constatado que as vinte principais histórias falsas tiveram 8.711.000 compartilhamentos, reações e comentários, enquanto as vinte principais histórias reais foram compartilhadas, comentadas e reagidas 7.367.000 vezes. Uma notícia fraudulenta proeminente lançada após a eleição — que manifestantes em protestos anti-Trump em Austin, Texas, foram "transportados de ônibus" — começou como um tuíte de um indivíduo com 40 seguidores no Twitter. Nos três dias seguintes, o tuíte foi compartilhado pelo menos 16.000 vezes no Twitter e 350.000 vezes no Facebook, e promovido na blogosfera conservadora, antes que o indivíduo afirmasse que havia fabricado suas alegações.
O presidente Barack Obama comentou sobre o problema significativo de informações fraudulentas nas redes sociais impactando as eleições em um discurso na véspera do Dia da Eleição em 2016, dizendo que mentiras repetidas nas redes sociais criavam uma "nuvem de absurdos". Logo após a eleição, Obama comentou novamente sobre o problema, dizendo em uma aparição com a chanceler alemã Angela Merkel: "se não conseguirmos distinguir entre argumentos sérios e propaganda, então teremos problemas". O presidente Trump também comentou significativamente sobre notícias falsas, criando os Fake News Awards para destacar outlets de notícias reais que o "representaram mal" publicamente.

### "Pizzagate"
No início de novembro de 2016, sites de notícias falsas e fóruns na internet implicaram falsamente o restaurante Comet Ping Pong e figuras do Partido Democrata como parte de um suposto esquema de tráfico de crianças, que foi apelidado de "Pizzagate". A teoria da conspiração foi desmascarada pelo site de verificação de fatos Snopes.com, pelo The New York Times e pela Fox News. Os proprietários e funcionários do restaurante foram assediados e ameaçados nas redes sociais. Após ameaças, o Comet Ping Pong aumentou a segurança para shows realizados em suas instalações.
Dias após o ataque, Hillary Clinton falou sobre os perigos das notícias falsas em um discurso de homenagem ao senador aposentado Harry Reid no Capitólio dos EUA. Clinton classificou a disseminação de notícias fraudulentas e propaganda fabricada como uma epidemia que se espalhava pelas redes sociais. Ela afirmou que isso representava um perigo para os cidadãos dos EUA e para o processo político do país. Clinton declarou em seu discurso que apoiava projetos de lei no Congresso dos EUA para lidar com notícias falsas.

## Exemplos notáveis de sites de notícias falsas
Muitos desses sites são categorizados como notícias falsas porque adotam uma abordagem satírica das notícias, mas falham em convencer seus leitores de que seu conteúdo é realmente falso.

### RealTrueNews

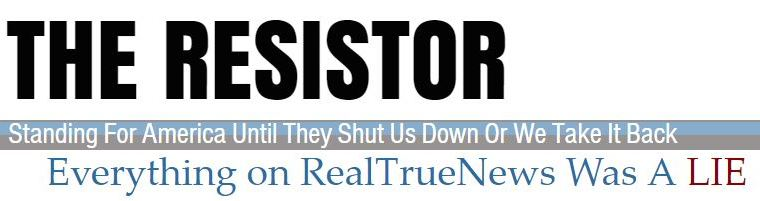
RealTrueNews.com foi criado como um hoax que o autor acreditava que ensinaria seus amigos alt-right sobre a credulidade dos leitores. A frase "tudo era uma mentira" foi adicionada posteriormente.

Marco Chacon criou o site de notícias falsas RealTrueNews para mostrar aos seus amigos alt-right sua suposta credulidade. Chacon escreveu uma transcrição falsa para os discursos vazados de Clinton, na qual Clinton explica bronies para banqueiros do Goldman Sachs. Chacon ficou chocado quando sua ficção foi relatada como factual pela Fox News e ele ouviu suas palavras no programa The Kelly File de Megyn Kelly. Trace Gallagher repetiu a ficção de Chacon e relatou falsamente que Clinton chamou os apoiadores de Bernie Sanders de "balde de perdedores"—uma frase inventada por Chacon. Após negativas da equipe de Clinton, Megyn Kelly pediu desculpas com uma retratação pública.
Chacon mais tarde disse a Brent Bambury do programa CBC Radio One Day 6 que ficou tão chocado com a ignorância dos leitores que sentiu como se estivesse em um episódio de The Twilight Zone. Em uma entrevista com a ABC News, Chacon defendeu seu site, dizendo que era uma paródia exagerada de sites falsos para ensinar aos amigos o quão ridículos eles eram. O The Daily Beast relatou a popularidade das ficções de Chacon sendo reportadas como se fossem factuais e observou que fóruns pró-Trump na internet e vídeos no YouTube rotineiramente acreditavam nelas. Em um artigo de acompanhamento que Chacon escreveu como colaborador para o The Daily Beast após a eleição presidencial dos EUA de 2016, ele concluiu que os mais suscetíveis a notícias falsas eram consumidores que se limitavam a outlets de mídia partidários.

### Global Associated News (MediaFetcher.com)
MediaFetcher.com é um gerador de sites de notícias falsas. Ele possui vários modelos para criar artigos falsos sobre celebridades escolhidas pelo usuário. Frequentemente, os usuários não percebem o aviso legal na parte inferior da página antes de compartilhar novamente. O site levou muitos leitores a especular sobre a morte de várias celebridades.

### Huzlers
Similar ao Global Associated News, muitos leitores foram enganados ao acreditar no site de sátira Huzlers. O Snopes realizou mais de 30 verificações de fatos separadas sobre seus artigos, cada uma corrigindo as notícias falsas do Huzlers. Segundo o proprietário Pablo Reyes Jr., o site não "tenta enganar as pessoas intencionalmente".

### 70news
70news era um blog baseado em WordPress, que produziu notícias falsas durante 2016; em particular, uma história afirmava falsamente que Donald Trump havia vencido o voto popular na eleição de 2016, enganou algoritmos de mecanismos de busca e alcançou uma posição muito alta nos resultados no dia seguinte à eleição.
Ao pesquisar "contagem final de votos da eleição" no Google, o site 70News aparecia como o primeiro resultado. Ele afirmava corretamente que Trump havia vencido o colégio eleitoral, mas declarava falsamente que Trump estava à frente de Hillary Clinton no voto popular. No dia seguinte, a história caiu para a segunda posição na lista de busca. O Google comentou que seus algoritmos de software usam centenas de fatores para determinar a classificação.

### Disinfomedia
Além de sites desconexos que operam com um orçamento inadequado, há sites com muitas conexões por trás deles: Jestin Coler de Los Angeles fundou a Disinfomedia, uma empresa que possui muitos sites de notícias falsas. Ele deu entrevistas sob um pseudônimo, Allen Montgomery. Com a ajuda do engenheiro de tecnologia John Jansen, jornalistas da NPR descobriram a identidade de Coler. Coler explicou como sua intenção para o projeto saiu pela culatra; ele queria expor as câmaras de eco da alt-right e apontar sua credulidade. Ele afirmou que sua empresa escreveu artigos falsos para a esquerda que não foram tão compartilhados quanto aqueles de uma perspectiva de direita.

### National ReporteNews Examiner
Ambos esses sites de notícias falsas lucraram significativamente por meio de manchetes clickbait, que geralmente eram falsas. Paul Horner [en], um escritor principal em ambos os sites, focou significativamente na eleição, já que isso gerava forte receita de anúncios. Ele disse ao The Washington Post que ganhava US$ 10.000 por mês por meio de anúncios ligados a notícias falsas. Após a eleição, Horner disse que sentia que seus esforços ajudaram Trump. Em uma entrevista de acompanhamento com a Rolling Stone, Horner revelou que o perfil sobre ele no The Washington Post gerou maior interesse, com mais de 60 pedidos de entrevista de meios de comunicação, incluindo ABC News, CBS News, e Inside Edition [en] da CBS. Horner explicou seu estilo de escrita: artigos que pareciam legítimos no início e se tornavam cada vez mais absurdos à medida que o leitor avançava. Esses dois sites frequentemente se referenciavam mutuamente.

### Christian Times Newspaper
Em uma entrevista com o The New York Times, Cameron Harris, de Annapolis, Maryland, explicou como lucrou criando notícias falsas em seu site, ChristianTimesNewspaper.com, que incluía uma história falsa alegando que cédulas pré-marcadas para Hillary Clinton estavam sendo armazenadas em caixas em um armazém em Ohio. Em poucos dias, a história rendeu a ele cerca de US$ 5.000.

### KMT 11 News
Durante o verão de 2016, o KMT 11 News publicou uma série de notícias falsas sobre aparições de celebridades e locais de filmagem em cidades locais aleatórias. Essas cidades incluíam Brentwood, Tennessee, Chandler, Arizona, e Atlantic City, New Jersey.

## Disseminação e identificação de notícias falsas
44 por cento de todos os adultos nos EUA obtêm notícias do Facebook. Investigações conduzidas em 2017 mostraram que quase 40 por cento do conteúdo de páginas do Facebook de extrema direita e 19 por cento das páginas de extrema esquerda eram falsos ou enganosos. Nos 10 meses que antecederam a eleição presidencial de 2016, 20 artigos de notícias falsas compartilhados no Facebook aumentaram drasticamente de 3 milhões de compartilhamentos, reações e comentários para quase 9 milhões. Por outro lado, artigos de mídia mainstream caíram de 12 milhões de compartilhamentos, reações e comentários em fevereiro para apenas 7,3 milhões no Dia da Eleição.
Em 2019, Christine Michel Carter [en], uma escritora que relatou sobre a Geração Alfa para a Forbes, afirmou que um terço dessa geração consegue decifrar informações falsas ou enganosas na mídia. Um estudo conduzido pela Stanford Graduate School of Education a partir de janeiro de 2015 revelou dificuldades que estudantes do ensino fundamental, médio e universitário enfrentavam ao diferenciar entre anúncios e artigos de notícias, ou identificar a origem das informações. Uma preocupação observada pelos pesquisadores do estudo é que a democracia corre o risco de regredir devido à facilidade com que falsidades sobre questões cívicas podem se espalhar rapidamente com o crescente acesso à informação. Em uma avaliação, estudantes do ensino médio foram solicitados a avaliar dois posts do Facebook mencionando a candidatura de Donald Trump à presidência; um era de uma conta real da Fox News e o outro de uma conta falsa. Mais de 30 por cento dos estudantes afirmaram que a conta falsa era mais confiável por causa de seus elementos gráficos, e apenas um quarto reconheceu a importância do selo azul no Twitter e no Facebook, que indica que uma conta foi marcada como legítima.

## Resposta dos EUA

### Educacional
Professores do ensino fundamental decidiram desafiar os resultados do estudo de Stanford, mostrando às crianças a importância de não serem enganadas pelo que é falso. O professor da quinta série Scott Bedley, na Califórnia, criou sua própria versão de "Mestre mandou", na qual os alunos têm três minutos para ler um artigo e decidir se uma notícia é verdadeira ou falsa. Bedley trabalhou com outro professor no Kansas, Todd Flory, para criar um "desafio de notícias falsas" via Skype, no qual a turma de Flory escolheu dois artigos reais e escreveu um falso, para ser apresentado à turma de Bedley na Califórnia. Os professores estão promovendo essas técnicas de aprendizado com a esperança de que tais estratégias e habilidades permaneçam com os alunos pelo resto de suas vidas adolescentes e adultas.
Andreas Schleicher, líder da Organização para a Cooperação e Desenvolvimento Econômico (OCDE), anunciou em 2017 que sua organização estava iniciando testes de "competências globais" que serão realizados por jovens de 15 anos em todo o mundo, juntamente com as avaliações atuais de leitura, matemática e ciências da OCDE, conduzidas a cada três anos. Isso testará quão bem os estudantes conseguem discernir notícias falsas fora de sua bolha sociopolítica.
Jennifer Coogan, editora-chefe da startup educacional Newsela, fez parceria com o American Press Institute para ajudar a combater o consumo de notícias falsas, além de suas aulas regulares de alfabetização. Ela acredita que agora é responsabilidade do professor ensinar aos alunos quais mídias acreditar, já que é quase impossível para um pai monitorar todas as fontes que uma criança acessará.

### Comercial

#### Facebook
Após receber fortes críticas por não impedir o número extremo de artigos de notícias falsas em sua plataforma, o Facebook anunciou em dezembro de 2016 que começaria a sinalizar notícias falsas. Se um número suficiente de usuários sinalizasse uma história, ela seria enviada a uma organização terceirizada para verificar sua veracidade. Se falhasse, perderia prioridade no feed de notícias e teria a legenda "disputado por verificadores de fatos terceirizados". O Facebook também está tentando reduzir os incentivos financeiros para diminuir a quantidade de notícias falsas. As organizações de verificação de fatos envolvidas são ABC News, Associated Press, FactCheck.org [en], PolitiFact [en] e Snopes.
Em 2018, o Facebook admitiu que "ficou aquém" em impedir interferências externas na eleição presidencial dos EUA. Essa admissão veio após maior escrutínio de legisladores em meio a uma reação mais ampla contra o Vale do Silício, bem como uma audiência no Senado para executivos de empresas de mídia social.
No mundo atual, os jovens dependem fortemente das redes sociais para acessar informações transmitidas nas notícias. Muitos adolescentes descreveram as notícias tradicionais como "chatas" e "sempre as mesmas", sugerindo que eram previsíveis e desprovidas de questionamento do poder. Em contraste, eles sentiam que postagens no Facebook, vídeos do YouTube, blogs, programas de opinião e notícias falsas forneciam informações de contexto e perspectivas que permitiam entender os significados mais amplos dos eventos políticos e desenvolver suas próprias opiniões. Para eles, essa era uma representação mais verdadeira e autêntica das notícias.

#### Organizações de verificação de fatos
Após a eleição, muitos sites de verificação de fatos se uniram ao Facebook para verificar a veracidade de artigos vinculados. Muitas dessas organizações também publicaram listas de sites de notícias falsas e guias sobre como identificá-los.

### Governamental

#### Legislativo
Membros do Comitê de Inteligência do Senado dos EUA [en] viajaram para Ucrânia e Polônia em março de 2016 e ouviram de autoridades de ambos os países sobre operações russas para influenciar seus assuntos. O senador dos EUA Angus King [en] disse ao Portland Press Herald que as táticas usadas pela Rússia durante a eleição de 2016 nos EUA eram análogas às usadas contra outros países. King lembrou que os legisladores foram informados por autoridades da Ucrânia e da Polônia sobre táticas russas de "plantar notícias falsas" durante as eleições. Em 20 de novembro de 2016, King juntou-se a uma carta na qual sete membros do Comitê de Inteligência do Senado dos EUA pediram ao presidente Obama que divulgasse mais informações da comunidade de inteligência sobre o papel da Rússia na eleição dos EUA. Em uma entrevista com a CNN, o senador King alertou contra ignorar o problema, dizendo que era uma questão bipartidária.
Diante das preocupações com notícias falsas e desinformação sendo disseminadas pela Rússia, representantes no Congresso dos EUA pediram mais ações para rastrear e combater a suposta propaganda emanada do exterior. Em 20 de novembro de 2016, os legisladores aprovaram uma medida dentro do Ato de Autorização de Defesa Nacional [en] para solicitar que o Departamento de Estado dos EUA agisse contra a propaganda com um painel interinstitucional. A legislação autorizou um financiamento de US$ 160 milhões ao longo de um período de dois anos. A iniciativa foi desenvolvida por meio de um projeto de lei bipartidário, o Ato de Combate à Propaganda e Desinformação Estrangeira [en], escrito pelos senadores republicano Rob Portman e democrata Chris Murphy. Portman instou por mais ações do governo dos EUA para combater a propaganda. Murphy disse que, após a eleição, ficou evidente que os EUA precisavam de táticas adicionais para combater a propaganda russa. O membro do Comitê de Inteligência do Senado Ron Wyden disse que a frustração com a propaganda russa encoberta era bipartidária.
Senadores republicanos dos EUA declararam que planejavam realizar audiências e investigar a influência russa nas eleições de 2016 nos EUA. Ao fazer isso, eles foram contra a preferência do presidente eleito republicano Donald Trump, que minimizou qualquer possível interferência russa na eleição. O presidente do Comitê de Serviços Armados do Senado [en] John McCain e o presidente do Comitê de Inteligência do Senado Richard Burr discutiram planos para colaboração em investigações sobre a ciber guerra russa durante a eleição. O presidente do Comitê de Relações Exteriores do Senado Bob Corker planejou uma investigação em 2017. O senador Lindsey Graham indicou que conduziria uma investigação abrangente na sessão do 115º Congresso dos EUA.

#### FTC
Em 2013, a Comissão Federal de Comércio (FTC, na sigla em inglês), como parte de uma campanha para reprimir alegações de saúde fraudulentas, multou em mais de US$ 1,6 milhão a Beony International, o proprietário Mario Milanovic e o funcionário da Beony International, Cody Adams. Eles conspiraram para promover seus próprios produtos de emagrecimento com sites de notícias falsas. Esses sites fingiam ser organizações de notícias legítimas e promoviam fortemente seus produtos de emagrecimento à base de açaí.

#### Equipe de Combate à Desinformação
O Departamento de Estado dos Estados Unidos planejou usar uma unidade chamada Equipe de Combate à Desinformação, formada com a intenção de combater desinformação do governo russo; ela foi dissolvida em setembro de 2015 após chefes do departamento subestimarem o alcance da propaganda antes da eleição presidencial dos EUA de 2016. O Departamento de Estado investiu oito meses no desenvolvimento da unidade antes de desmantelá-la. Teria sido uma reinicialização do Grupo de Trabalho sobre Medidas Ativas estabelecido pelo presidente Reagan. A Equipe de Combate à Desinformação foi criada sob o Bureau de Programas de Informação Internacional.
O trabalho começou em 2014, com a intenção de combater a propaganda de fontes russas, como a Russia Today. Oficiais da Inteligência dos EUA explicaram ao ex-analista da Agência de Segurança Nacional e oficial de contrainteligência John R. Schindler que a administração Obama decidiu cancelar a unidade por medo de antagonizar a Rússia. O Subsecretário de Estado para Diplomacia Pública Richard Stengel foi a pessoa responsável pela unidade antes de seu cancelamento. Stengel anteriormente escreveu sobre desinformação pela Russia Today.

## Links externos
- Kim LaCapria (2 de novembro de 2016). «Snopes' Field Guide to Fake News Sites and Hoax Purveyors» [Guia de campo do Snopes para sites de notícias falsas e propagadores de hoaxes]. Snopes.com. Consultado em 17 de junho de 2025
- Lori Robertson; Eugene Kiely (18 de novembro de 2016). «How to Spot Fake News» [Como identificar notícias falsas]. FactCheck.org. Consultado em 17 de junho de 2025
- Jared Keller (19 de novembro de 2016). «This Critique of Fake Election News Is a Must-Read for All Democracy Lovers» [Esta crítica às notícias falsas eleitorais é leitura obrigatória para todos os amantes da democracia]. Mother Jones. Consultado em 17 de junho de 2025
- Lance Ulanoff (18 de novembro de 2016). «7 signs the news you're sharing is fake» [7 sinais de que a notícia que você está compartilhando é falsa]. Mashable. Consultado em 17 de junho de 2025
- Laura Hautala (19 de novembro de 2016). «How to avoid getting conned by fake news sites – Here's how you can identify and avoid sites that just want to serve up ads next to outright falsehoods.» [Como evitar ser enganado por sites de notícias falsas – Veja como identificar e evitar sites que só querem exibir anúncios ao lado de falsidades descaradas.]. CNET. Consultado em 17 de junho de 2025